# 科拉尔德亚尔马格尔
科拉尔德亚尔马格尔，是西班牙卡斯蒂利亚-拉曼恰托莱多省的一个市镇。总面积329平方公里，总人口5549人（2001年），人口密度17人/平方公里。